# Szkoła Podstawowa im. Ludwika Rydygiera w Dusocinie
Szkoła Podstawowa im. Ludwika Rydygiera w Dusocinie – jedna z najstarszych polskich szkół podstawowych założona w 1768 roku. W 2018 roku obchodziła 250 lecie istnienia. Od 50 lat nosi miano Ludwika Rydrygiera, który urodził się w Dusocinie.
Szkoła obecnie liczy 65 uczniów. Najliczniejsze grono uczniów miała w latach 80. XX wieku, gdy uczyło się w niej 165 dzieci. W szkole nie ma dzwonków i ocen, a prace domowe są rzadko zadawane.
Jako jedna z nielicznych szkół podstawowych posiada certyfikat Stowarzyszenia Na Rzecz Najstarszych Szkół w Polsce.